# Rail passion
Rail passion er et fransk tidsskrift, der beskæftiger sig med jernbaner. Magasinet udgives af bladvirksomheden La Vie du Rail.